# Fußball-Club Gelsenkirchen-Schalke 04 1978-1979
Questa voce raccoglie le informazioni riguardanti il Fußball-Club Gelsenkirchen-Schalke 04 nelle competizioni ufficiali della stagione 1978-1979.

## Stagione
Nella stagione 1978-1979 il Schalke, allenato da Ivan Horvat e Gyula Lóránt, concluse il campionato di Bundesliga al 15º posto. In Coppa di Germania il Schalke fu eliminato al terzo turno dal Bayer Uerdingen.

## Rosa
| N. |                     | Ruolo | Calciatore       |
| -- | ------------------- | ----- | ---------------- |
|    | Germania (bandiera) | P     | Volkmar Groß     |
|    | Germania (bandiera) | P     | Peter Sandhofe   |
|    | Germania (bandiera) | D     | Norbert Dörmann  |
|    | Germania (bandiera) | D     | Klaus Fichtel    |
|    | Germania (bandiera) | D     | Helmut Kremers   |
|    | Germania (bandiera) | D     | Thomas Kruse     |
|    | Germania (bandiera) | D     | Rolf Rüssmann    |
|    | Germania (bandiera) | D     | Peter Salisch    |
|    | Germania (bandiera) | D     | Mathias Schipper |
|    | Germania (bandiera) | D     | Jürgen Sobieray  |
|    | Germania (bandiera) | D     | Bernd Thiele     |

| N. |                     | Ruolo | Calciatore           |
| -- | ------------------- | ----- | -------------------- |
|    | Germania (bandiera) | D     | Friedrich Wagner     |
|    | Germania (bandiera) | C     | Uli Bittcher         |
|    | Svezia (bandiera)   | C     | Lennart Larsson      |
|    | Germania (bandiera) | C     | Herbert Lütkebohmert |
|    | Germania (bandiera) | A     | Rüdiger Abramczik    |
|    | Germania (bandiera) | A     | Herbert Demange      |
|    | Germania (bandiera) | A     | Norbert Elgert       |
|    | Germania (bandiera) | A     | Klaus Fischer        |
|    | Germania (bandiera) | A     | Erwin Kremers        |
|    | Germania (bandiera) | A     | Thomas Lander        |
|    | Germania (bandiera) | A     | Michael Tönnies      |

## Organigramma societario
Area tecnica
- Allenatore: Gyula Lóránt
- Allenatore in seconda: Fahrudin Jusufi
- Preparatore dei portieri:
- Preparatori atletici:

## Calciomercato

### Sessione estiva
| Acquisti | Acquisti        | Acquisti              | Acquisti |
| R.       | Nome            | da                    | Modalità |
| -------- | --------------- | --------------------- | -------- |
| A        | Norbert Elgert  | Westfalia Herne       |          |
| A        | Uwe Höfer       | Westfalia Herne       |          |
| D        | Thomas Kruse    | Schalke 04 (juniores) |          |
| A        | Michael Tönnies | Schalke 04 (juniores) |          |

| Cessioni | Cessioni         | Cessioni        | Cessioni |
| R.       | Nome             | a               | Modalità |
| -------- | ---------------- | --------------- | -------- |
| C        | Manfred Dubski   | Duisburg        |          |
| C        | Manfred Ritschel | Greuther Fürth  |          |
| C        | Hans Bongartz    | Kaiserslautern  |          |
| P        | Enver Marić      | Velež Mostar    |          |
| C        | Klaus Santanius  | Westfalia Herne |          |
| D        | Wim Suurbier     | Metz            |          |

### Sessione invernale
| Acquisti | Acquisti | Acquisti | Acquisti |
| R.       | Nome     | da       | Modalità |
| -------- | -------- | -------- | -------- |

| Cessioni | Cessioni  | Cessioni  | Cessioni |
| R.       | Nome      | a         | Modalità |
| -------- | --------- | --------- | -------- |
| A        | Uwe Höfer | Karlsruhe |          |

## Risultati

### Bundesliga

#### Girone di andata
| Arbitro: | Horstmann |

|                                   |           |  |
| Rüssmann 6’ Fischer 23’, 68’, 88’ | Marcatori |  |

| Arbitro: | Aldinger |

|                                        |           |                           |
| Sackewitz 10’ Eilenfeldt 32’ Moors 65’ | Marcatori | 23’ Fischer 27’ Abramczik |

| Arbitro: | Redelfs |

|                          |           |              |
| Rüssmann 42’ Fischer 52’ | Marcatori | 81’ Horsmann |

| Mönchengladbach 2 settembre 1978, ore 15:30 CEST 4ª giornata | Borussia M'gladbach | 0 – 0 referto | Schalke 04 | Bökelbergstadion (23 000 spett.)\| Arbitro: \| Ohmsen \| |
| Arbitro:                                                     | Ohmsen              |               |            |                                                          |

| Arbitro: | Treib |

|                           |           |            |
| Abramczik 21’ Fichtel 70’ | Marcatori | 45’ Bracht |

| Arbitro: | Walz |

|                         |           |                           |
| Eggeling 70’ Eggert 73’ | Marcatori | 35’ Larsson 79’ Abramczik |

| Arbitro: | Linn |

|                           |           |                            |
| Bittcher 54’ Rüssmann 70’ | Marcatori | 42’, 43’ Hoeneß 89’ Martin |

| Arbitro: | Frickel |

|              |           |             |
| Granitza 73’ | Marcatori | 6’ Bittcher |

| Arbitro: | Joos |

|             |           |                |
| Kremers 66’ | Marcatori | 64’ Zimmermann |

| Arbitro: | Hontheim |

|           |           |                         |
| Weiss 68’ | Marcatori | 43’ Fischer 88’ Demange |

| Arbitro: | Klauser |

|             |           |          |
| Fischer 14’ | Marcatori | 77’ Geye |

| Arbitro: | Luca |

|  |           |                             |
|  | Marcatori | 6’ Lütkebohmert 17’ Fischer |

| Arbitro: | Eschweiler |

|           |           |                     |
| Lander 3’ | Marcatori | 51’, 57’ Zimmermann |

| Arbitro: | Messmer |

|                                        |           |                        |
| Keegan 19’, 57’ Hrubesch 63’ Bertl 82’ | Marcatori | 13’ Fischer 23’ Lander |

| Arbitro: | Aldinger |

|                                                        |           |             |
| Kremers 32’ Fischer 52’ Abramczik 80’, 83’ Fichtel 89’ | Marcatori | 44’ Lippens |

| Arbitro: | Redelfs |

|                        |           |               |
| Seliger 30’ Dubski 89’ | Marcatori | 81’ Abramczik |

| Arbitro: | Ross |

|                                            |           |                                      |
| Abramczik 17’, 73’ Fischer 34’ Dörmann 67’ | Marcatori | 54’, 83’ Nickel 59’ Erler 79’ Krause |

#### Girone di ritorno
| Arbitro: | Linn |

|                                            |           |               |
| Lorant 56’ (rig.) Grabowski 61’ Wenzel 82’ | Marcatori | 40’ Abramczik |

| Arbitro: | Klauser |

|                                     |           |          |
| Abramczik 57’, 65’, 89’ Fischer 79’ | Marcatori | 21’ Pohl |

| Arbitro: | Horstmann |

|                                  |           |               |
| Rummenigge 48’ Wagner 74’ (aut.) | Marcatori | 45’ Abramczik |

| Arbitro: | Hontheim |

|             |           |           |
| Fischer 26’ | Marcatori | 12’ Kulik |

| Arbitro: | Dreher |

|                                   |           |               |
| Röber 27’, 35’ (rig.) Røntved 57’ | Marcatori | 26’ Abramczik |

| Arbitro: | Messmer |

|               |           |                                |
| Abramczik 26’ | Marcatori | 13’ Eggeling 58’ Abel 64’ Blau |

| Arbitro: | Engel |

|                                               |           |  |
| Müller 17’, 42’ Hoeneß 45’ Volkert 59’ (rig.) | Marcatori |  |

| Arbitro: | Dölfel |

|             |           |           |
| Fischer 56’ | Marcatori | 67’ Brück |

| Arbitro: | Walz |

|                |           |  |
| Zimmermann 87’ | Marcatori |  |

| Arbitro: | Niemann |

|                                     |           |                  |
| Abramczik 23’ Fischer 27’, 78’, 88’ | Marcatori | 65’, 87’ Drexler |

| Arbitro: | Roth |

|                     |           |                           |
| Toppmöller 83’, 84’ | Marcatori | 14’ Abramczik 62’ Fischer |

| Gelsenkirchen 21 aprile 1979, ore 15:30 CEST 29ª giornata | Schalke 04 | 0 – 0 referto | Norimberga | Parkstadion (18 000 spett.)\| Arbitro: \| Barnick \| |
| Arbitro:                                                  | Barnick    |               |            |                                                      |

| Arbitro: | Schmoock |

|                                     |           |             |
| Baltes 7’ Allofs 33’ Zimmermann 38’ | Marcatori | 76’ Dörmann |

| Arbitro: | Frickel |

|             |           |                          |
| Fischer 77’ | Marcatori | 3’, 90’ Keegan 5’ Buljan |

| Arbitro: | Aldinger |

|                                |           |  |
| Bittcher 37’ (aut.) Votava 86’ | Marcatori |  |

| Arbitro: | Joos |

|                           |           |           |
| Fischer 55’ Abramczik 73’ | Marcatori | 47’ Fruck |

| Arbitro: | Messmer |

|                            |           |             |
| Handschuh 38’ Popivoda 55’ | Marcatori | 82’ Fischer |

### Coppa di Germania
| Arbitro: | Roth |

|  |           |                                                 |
|  | Marcatori | 5’, 50’, 53’ Fischer 58’ Schipper 70’ Abramczik |

| Arbitro: | Engel |

|                                      |           |                         |
| Abramczik 30’ Fischer 63’ Elgert 90’ | Marcatori | 37’ Ohlicher 64’ Hoeneß |

| Arbitro: | Luca |

|                        |           |              |
| Mentzel 53’ Funkel 70’ | Marcatori | 48’ Bittcher |

## Statistiche

### Statistiche di squadra
| Competizione      | Punti | In casa | In casa | In casa | In casa | In casa | In casa | In trasferta | In trasferta | In trasferta | In trasferta | In trasferta | In trasferta | Totale | Totale | Totale | Totale | Totale | Totale | DR |
| Competizione      | Punti | G       | V       | N       | P       | Gf      | Gs      | G            | V            | N            | P            | Gf           | Gs           | G      | V      | N      | P      | Gf     | Gs     | DR |
| ----------------- | ----- | ------- | ------- | ------- | ------- | ------- | ------- | ------------ | ------------ | ------------ | ------------ | ------------ | ------------ | ------ | ------ | ------ | ------ | ------ | ------ | -- |
| Bundesliga        | 28    | 17      | 7       | 6       | 4       | 36      | 26      | 17           | 2            | 4            | 11           | 19           | 35           | 34     | 9      | 10     | 15     | 55     | 61     | -6 |
| Coppa di Germania | -     | 1       | 1       | 0       | 0       | 3       | 2       | 2            | 1            | 0            | 1            | 6            | 2            | 3      | 2      | 0      | 1      | 9      | 4      | +5 |
| Totale            | 28    | 18      | 8       | 6       | 4       | 39      | 28      | 19           | 3            | 4            | 12           | 25           | 37           | 37     | 11     | 10     | 16     | 64     | 65     | -1 |

### Andamento in campionato
| Giornata  | 1 | 2 | 3 | 4 | 5 | 6 | 7 | 8 | 9 | 10 | 11 | 12 | 13 | 14 | 15 | 16 | 17 | 18 | 19 | 20 | 21 | 22 | 23 | 24 | 25 | 26 | 27 | 28 | 29 | 30 | 31 | 32 | 33 | 34 |
| --------- | - | - | - | - | - | - | - | - | - | -- | -- | -- | -- | -- | -- | -- | -- | -- | -- | -- | -- | -- | -- | -- | -- | -- | -- | -- | -- | -- | -- | -- | -- | -- |
| Luogo     | C | T | C | T | C | T | C | T | C | T  | C  | T  | C  | T  | C  | T  | C  | T  | C  | T  | C  | T  | C  | T  | C  | T  | C  | T  | C  | T  | C  | T  | C  | T  |
| Risultato | V | P | V | N | V | N | P | N | N | V  | N  | V  | P  | P  | V  | P  | N  | P  | V  | P  | N  | P  | P  | P  | N  | P  | V  | N  | N  | P  | P  | P  | V  | P  |
| Posizione | 2 | 7 | 4 | 3 | 2 | 5 | 6 | 8 | 8 | 6  | 6  | 4  | 6  | 7  | 6  | 7  | 7  | 8  | 7  | 7  | 8  | 9  | 12 | 14 | 12 | 14 | 14 | 12 | 12 | 13 | 15 | 15 | 15 | 15 |

Legenda:

Luogo: C = Casa; T = Trasferta. Risultato: V = Vittoria; N = Pareggio; P = Sconfitta.

### Statistiche dei giocatori
| Giocatore       | Bundesliga | Bundesliga | Bundesliga  | Bundesliga | Coppa di Germania | Coppa di Germania | Coppa di Germania | Coppa di Germania | Totale   | Totale | Totale      | Totale     |
| Giocatore       | Presenze   | Reti       | Ammonizioni | Espulsioni | Presenze          | Reti              | Ammonizioni       | Espulsioni        | Presenze | Reti   | Ammonizioni | Espulsioni |
| --------------- | ---------- | ---------- | ----------- | ---------- | ----------------- | ----------------- | ----------------- | ----------------- | -------- | ------ | ----------- | ---------- |
| R. Abramczik    | 34         | 18         | 3           | 0          | 3                 | 2                 | 0                 | 0                 | 37       | 20     | 3           | 0          |
| U. Bittcher     | 29         | 2          | 2           | 0          | 2                 | 1                 | 0                 | 0                 | 31       | 3      | 2           | 0          |
| H. Demange      | 18         | 1          | 0           | 0          | 0                 | 0                 | 0                 | 0                 | 18       | 1      | 0           | 0          |
| M. Dubski       | 3          | 0          | 0           | 0          | 1                 | 0                 | 0                 | 0                 | 4        | 0      | 0           | 0          |
| N. Dörmann      | 10         | 2          | 2           | 0          | 2                 | 0                 | 0                 | 0                 | 12       | 2      | 2           | 0          |
| N. Elgert       | 12         | 0          | 0           | 0          | 1                 | 1                 | 0                 | 0                 | 13       | 1      | 0           | 0          |
| K. Fichtel      | 34         | 2          | 0           | 0          | 3                 | 0                 | 0                 | 0                 | 37       | 2      | 0           | 0          |
| K. Fischer      | 34         | 21         | 1           | 0          | 3                 | 4                 | 0                 | 0                 | 37       | 25     | 1           | 0          |
| V. Groß         | 17         | 0          | 0           | 0          | 3                 | 0                 | 0                 | 0                 | 20       | 0      | 0           | 0          |
| U. Höfer        | 1          | 0          | 0           | 0          | 0                 | 0                 | 0                 | 0                 | 1        | 0      | 0           | 0          |
| E. Kremers      | 4          | 1          | 1           | 0          | 2                 | 0                 | 1                 | 0                 | 6        | 1      | 2           | 0          |
| H. Kremers      | 12         | 1          | 1           | 0          | 1                 | 0                 | 0                 | 0                 | 13       | 1      | 1           | 0          |
| T. Kruse        | 25         | 0          | 3           | 0          | 1                 | 0                 | 0                 | 0                 | 26       | 0      | 3           | 0          |
| T. Lander       | 12         | 2          | 1           | 0          | 1                 | 0                 | 0                 | 0                 | 13       | 2      | 1           | 0          |
| L. Larsson      | 13         | 1          | 0           | 0          | 1                 | 0                 | 0                 | 0                 | 14       | 1      | 0           | 0          |
| H. Lütkebohmert | 23         | 1          | 2           | 0          | 2                 | 0                 | 0                 | 0                 | 25       | 1      | 2           | 0          |
| M. Ritschel     | 0          | 0          | 0           | 0          | 1                 | 0                 | 0                 | 0                 | 1        | 0      | 0           | 0          |
| R. Rüssmann     | 34         | 3          | 2           | 0          | 3                 | 0                 | 0                 | 0                 | 37       | 3      | 2           | 0          |
| P. Salisch      | 0          | 0          | 0           | 0          | 0                 | 0                 | 0                 | 0                 | 0        | 0      | 0           | 0          |
| P. Sandhofe     | 17         | 0          | 0           | 0          | 0                 | 0                 | 0                 | 0                 | 17       | 0      | 0           | 0          |
| M. Schipper     | 34         | 0          | 3           | 0          | 3                 | 1                 | 0                 | 0                 | 37       | 1      | 3           | 0          |
| J. Sobieray     | 10         | 0          | 0           | 0          | 1                 | 0                 | 0                 | 0                 | 11       | 0      | 0           | 0          |
| B. Thiele       | 11         | 0          | 3           | 0          | 0                 | 0                 | 0                 | 0                 | 11       | 0      | 3           | 0          |
| M. Tönnies      | 4          | 0          | 0           | 0          | 1                 | 0                 | 0                 | 0                 | 5        | 0      | 0           | 0          |
| F. Wagner       | 20         | 0          | 2           | 0          | 2                 | 0                 | 0                 | 0                 | 22       | 0      | 2           | 0          |